# Kampfgeschwader 255
Kampfgeschwader 255 (dobesedno slovensko: Bojni polk 255; kratica KG 255) je bil bombniški letalski polk (Geschwader) v sestavi nemške Luftwaffe.

## Organizacija
- štab
- I. skupina
- II. skupina
- III. skupina

## Vodstvo polka
Poveljniki polka (Geschwaderkommodore)
- Polkovnik Willibald Spang: 15. marec 1937
- Polkovnik Ritter von Lex: 1. november 1938
- Polkovnik Johann-Volkmar Fisser: 1. februar 1939